# East Preston
East Preston – wieś w Anglii, w hrabstwie West Sussex, w dystrykcie Arun. Leży 22 km na wschód od miasta Chichester i 82 km na południe od Londynu. W 2001 miejscowość liczyła 5919 mieszkańców.